# کهک (تفرش)

کهک ۲۹ بهمن ۱۳۸۹

کَهَک روستایی است در استان مرکزی ایران. این روستا در دهستان بازرجان بخش مرکزی شهرستان تفرش قرار گرفته‌است. جمعیت روستای کهک ۳۶۰ نفر است.
زبان اهالی روستای کهک، تاتی و به اصطلاح خودشان «کیَکی» و به اصطلاح مردم تفرش «بوره بشو» است. در حوزه مرکزی تفرش، کهک روستایی است که مردم آن به زبان تاتی که لایه زیرین زبانی این منطقه‌ است، صحبت می‌کنند.